# Dichagyris caerulescens
Dichagyris caerulescens är en fjärilsart som beskrevs av Wagner 1931. Dichagyris caerulescens ingår i släktet Dichagyris och familjen nattflyn. Inga underarter finns listade i Catalogue of Life.